# Mazury (województwo podlaskie)
Mazury – wieś w Polsce położona w województwie podlaskim, w powiecie wysokomazowieckim, w gminie Wysokie Mazowieckie.
W latach 1975–1998 miejscowość administracyjnie należała do województwa łomżyńskiego.
Wierni kościoła rzymskokatolickiego należą do parafii św. Apostołów Piotra i Pawła w Jabłoni Kościelnej.

## Historia
Pierwotnie Łętowo. Na przełomie XV i XVI w. wsią władali rycerze pochodzący z Mazowsza, dlatego posiadali przydomek Mazur. Wieś zmieniła z czasem nazwę na Mazury.
Znani właściciele wsi:
- w roku 1526 od Krzysztofa Mazura wieś kupił Olbracht Gasztołd, kanclerz wielki litewski
- do roku 1542 w składzie dóbr tykocińskich Gasztołdów
- królewszczyzna w starostwie tykocińskim, nadana w 1661 Stefanowi Czarnieckiemu
- w drodze spadku, po starszej córce Czarnieckiego, dobra tykocińskie przeszły we władanie Branickich[8]:
  - majątkiem Branickich w Mazurach od 1673 r. zarządzał Tadeusz Daniel Baubonabek, z pochodzenia Pers
  - przez kilkanaście lat ziemią tą władał Stanisław Piegłowski[9]
- z końcem XVIII w. Braniccy, za zasługi, przekazali wieś Wacławowi Jaruzelskiemu, chorążego ziemi bielskiej
- koniec XVIII w. – Wojciech Jaruzelski, stolnik i chorąży bielski
- w 1811 – Józef Szepietowski, wnuk Jaruzelskiego
- Fryderyk Gostkowski, poseł, sędzia pokoju Powiatu tykocińskiego[8]

W roku 1827 wieś liczyła 23 domy i 193 mieszkańców. Po uwłaszczeniu ziemi dworskiej w roku 1864 powstały tu 22 samodzielne gospodarstwa na 132 morgach ziemi. Pod koniec XIX w. wieś i folwark w powiecie mazowieckim, gmina Sokoły, parafia Jabłoń Kościelna.
W roku 1921:
- w folwarku Mazury naliczono 9 budynków z przeznaczeniem mieszkalnym oraz 115 mieszkańców (49 mężczyzn i 66 kobiet)
- we wsi Mazury było 20 budynków z przeznaczeniem mieszkalnym oraz 118 mieszkańców (48 mężczyzn i 70 kobiet). Wszyscy podali narodowość polską i wyznanie rzymskokatolickie[11]

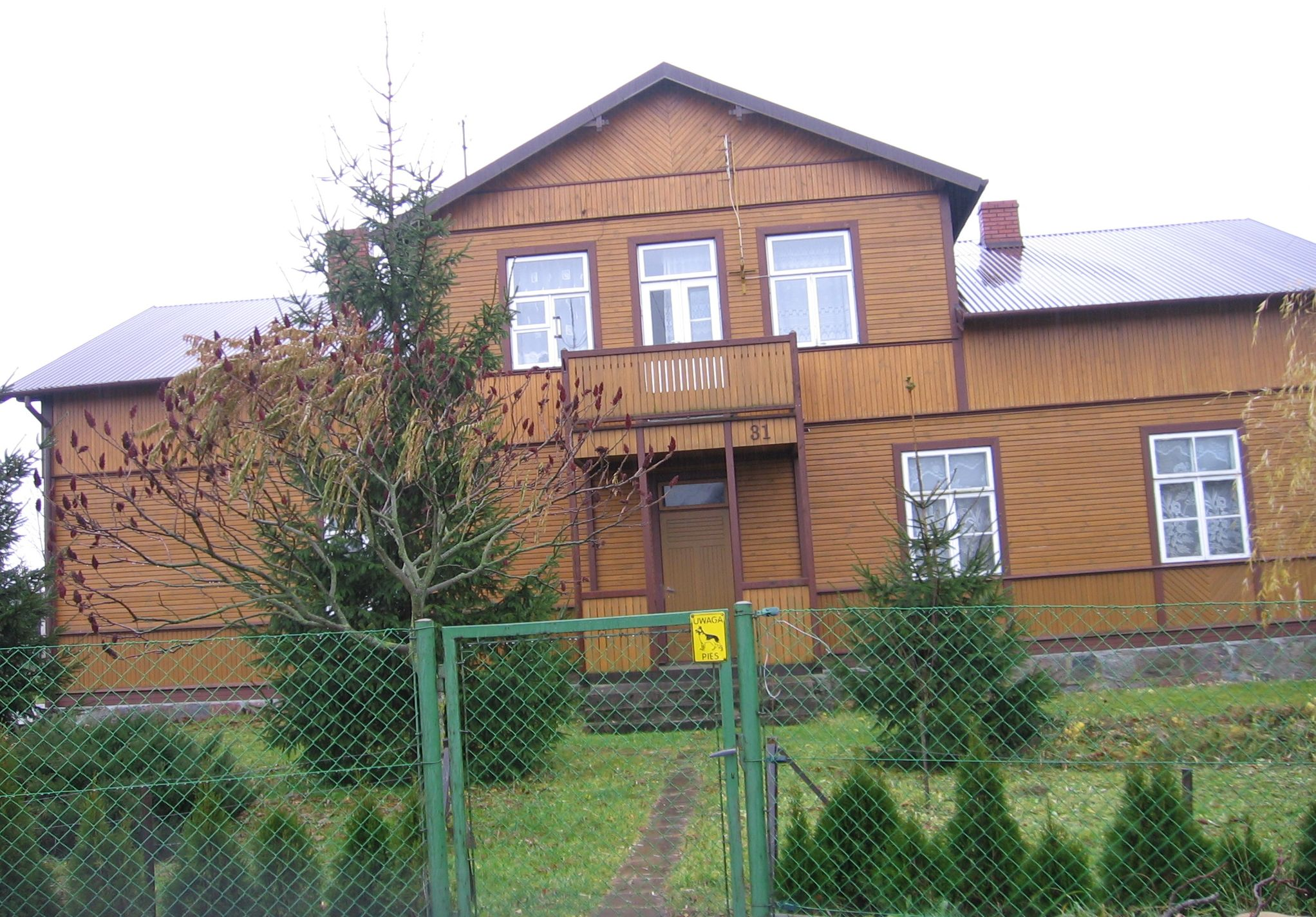
Budynek byłej szkoły

## Majątek Mazury
Do 1864 r. majątek Mazury składał się ze wsi: Mazury i Brok oraz folwarków: Mazury i Brok. Po carskim dekrecie do tych dóbr należał tylko folwark Mazury i rozległe lasy mazurskie. Po uwłaszczenie powierzchnia folwarku Mazury z przyległym Brok wynosiła 2100 morgów.
Od II połowy XIX w. do początku XX w. właścicielami byli Jelińscy. W czasach II Rzeczypospolitej dziedzicem folwarku był Stanisław Jeliński. W administrowaniu pomagał mu Antoni Jaruzelski, emerytowany oficer straży granicznej.
Na początku stycznia 1940 r. rodzina Jelińskich i Antoni Jaruzelski zostali aresztowani przez Sowietów. Jeliński i Jaruzelski zginęli w więzieniu w Białymstoku. Po zajęciu tego terenu przez Niemców, w czerwcu 1941 r. pani Jelińska wróciła do Mazur, jednak majątek został przejęty przez niemiecki Zarząd Leśny.
Po ponownym wkroczeniu Rosjan w 1944 r. pani Jelińskiej udało się uniknąć wywózki do Rosji. Wkrótce z pozostałą rodziną wyjechała do Warszawy. Zmarła w latach siedemdziesiątych XX w.

## Szkoła powszechna
Jednoklasowa szkoła powszechna w Mazurach powstała w 1922 r.
Liczba uczniów: 1922-46, 1923-60, 1924-47, 1925-45. Od roku 1930 szkoła dwuklasowa: 1930-77, 1935-50.
Nauczyciele: Olga Simoni (1925), Jan Czajkowski (1926, 1928–1930, 1935), Halina Klementyna Kalinowska (1928-1930), Anna Mikołajczyk (1941), Henryk Smoluchowski (1941).

## Współcześnie
W Mazurach znajduje się Dom Kultury, zbudowany w latach 1998-2000. Działa tu OSP dysponująca motopompą.

## Obiekty zabytkowe
- dwór murowany, pozbawiony cech stylowych. Zbudowany w 3. ćwierci XIX w., prawdopodobnie przez Ignacego Jelińskiego. Pomimo fatalnego stanu technicznego nadal zamieszkały
- od strony wschodniej posiadłości zdziczałego parku[8]
- cmentarz wojenny z I wojny światowej[13] (żołnierzy niemieckich)[14].
- pomnik przyrody nr 10 Ł (dąb szypułkowy na działce prywatnej numer 38) zarejestrowany w Centralnym Rejestrze Form Ochrony Przyrody. Link: